# 鬼腳圖

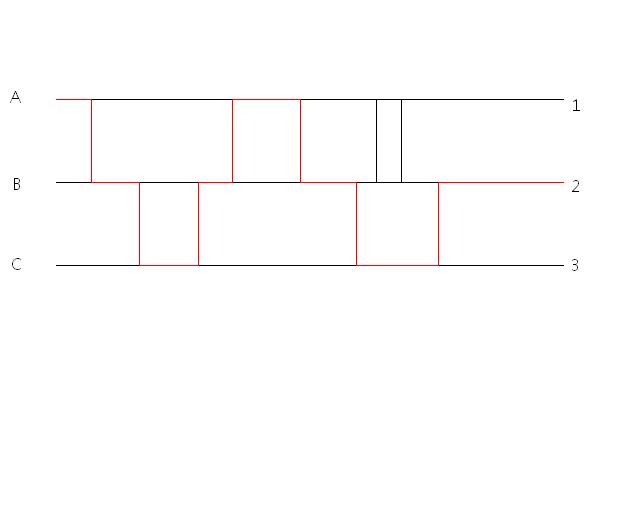
鬼腳圖

鬼腳圖，又稱鬼腳籤、爬梯遊戲，在日本稱作阿弥陀籤（あみだくじ），是一種遊戲，也是一種簡易決策方法，常被拿作抽籤或者決定分配組合。
正因為鬼腳圖的起點與終點為一一映射的關係，每個抽籤的項目只有一個人會抽到，而且每個抽籤的項目都一定會被抽到。所以當幾個人要抽籤決定一件事如何分配時，可以畫鬼腳圖決定。

## 遊戲的玩法

上方為錯誤走法，上面的1與3沒有經過中間的直線；下方為正確走法，1與3有經過中間的直線

首先畫幾條平行線，以平行線的一端為起點，另一端為終點，終點處寫上抽籤的項目。然後在相鄰的縱線間任意畫一些橫線。最後每個人選一起點開始往下走，遇到橫線則沿著橫線走到隔壁的縱線，最後到達終點就是抽籤所抽中的項目。例如寫上A、B、C組。這三條平行線之間任意畫幾條橫行連線。開始時，由甲、乙、丙一端畫起，遇到橫線則打橫跟著畫去，遇上直線再向下跟著畫下去，如此類推，最後就會神推鬼腳，去到A、B、C組任何一個作終點。再看起點和終點，便找出其各組的配對了。

## 外部連結
- （中文）畫鬼腳，載淡江大學數學系
- （中文）小型 Flash 遊戲 - 猴子香蕉 （页面存档备份，存于）-樂和遊戲
- （中文） （页面存档备份，存于）-另一個畫鬼腳遊戲

- （英文）Amidakuji
- （英文）Ladders: A Research Paper by David Senft （页面存档备份，存于）